# Atelopus sorianoi
Atelopus sorianoi és una espècie d'amfibi que viu a Veneçuela.

## Descripció
Aquest petit gripau és uniformement ataronjat i la seua coloració varia des de més clara fins a més intensa segons els individus. Tant la pell del dors com els flancs presenten protuberàncies. Membres posteriors curts i musell projectat. És una espècie diürna, d'hàbits terrestres, la qual habita boscos humits en àrees limítrofes als rierols, on dipositen llargues fileres d'ous i es desenvolupen els capgrossos. Els mascles adults fan entre 3,8 i 4,15 cm de llargària, mentre que les femelles (més grosses) arriben a 4,2-5 cm.

## Distribució geogràfica
És una espècie endèmica de Veneçuela, la distribució de la qual és restringida a la serralada de Mérida. El seu únic hàbitat conegut és només un rierol en un bosc de boira aïllat localitzat a Paramito de San Francisco (a 10 km al sud-est de Tovar i prop de la ciutat de Guaraque a l'Estat Mérida). Té el rang geogràfic més restringit de totes les espècies d´Atelopus veneçolanes i habita els boscos humits de l'estatge montà situats entre 2.400 i 2.718 m d'altitud.

## Estat actual
L'àrea de distribució d'aquesta espècie és força reduïda, ja que només viu a una clapa de vegetació, aïllada per les intervencions humanes i propera a un rierol de muntanya. En el moment del seu descobriment per a la ciència, era particularment abundant a la localitat tipus (durant el mes de juny del 1988, se'n van observar més de 100 exemplars -prop de la meitat eren atropellats a la carretera- molt a prop de la localitat tipus). Avui dia és considerada una espècie extremadament rara o, potser extinta, ja que la captura i el registre dels darrers dos exemplars coneguts va tindre lloc el 1990. Tot i la realització de visites periòdiques a la localitat típica, la localització de nous individus d'aquesta espècie ha estat infructuosa. En l'àmbit internacional, tant a l'Avaluació Global dels Amfibis (GAA) com a la Llista Vermella de la Unió Internacional per a la Conservació de la Natura (IUCN), és classificada En Perill Crític d'Extinció.

## Amenaces
És probable que Atelopus sorianoi estigui afectat pel fong Batrachochytrium dendrobatidis, la presència del qual ja fou confirmada en els exemplars capturats el 1988. No obstant això, no es descarta una disminució catastròfica de les seues poblacions a conseqüència de les alteracions climàtiques de la zona (períodes de sequera extrema), les quals semblen haver causat la desaparició d'altres amfibis als Andes. Pel comportament observat en els capgrossos, és molt probable que també l'increment dels raigs ultraviolats pugui haver afectat l'espècie. En vista de la seua distribució força restringida (la més reduïda entre tots els Atelopus andins de Veneçuela), tampoc s'ha de subestimar l'impacte de factors locals (com ara, les crescudes excepcionals dels rierols i l'atropellament per vehicles). Això darrer es va evidenciar el 1988, quan el 44% dels exemplars observats eren morts a la vora de la carretera. De la mateixa manera, la reducció del seu hàbitat és també una altra de les seues amenaces.

## Conservació
A Veneçuela és declarada Éspecie En Perill d'Extinció mitjançant el decret núm. 1486 /11/09/96). La seua àrea de distribució es troba protegida pel Parc Nacional General Juan Pablo Peñaloza, tot i que encara no s'ha avaluat quina efectivitat té en relació amb la protecció d'aquesta espècie, ja que caldrien estudis sobre la qualitat del seu hàbitat (tant terrestre com aquàtic), sobre les diverses causes o factors naturals i/o antròpics que causen la minva de les seues poblacions, sobre el seu estatus poblacional actual i prendre mesures especials per a la gestió del seu hàbitat.

## Observacions
En castellà és coneguda com a sapito arlequin de Soriano, sapito anaranjado de San Francisco, sapito escarlata de San Francisco o ranita anaranjada de San Francisco, mentre que en anglès rep el nom de Cloud Forest Stubfoot Toad, Scarlet Harlequin Frog, Scarlet Harlequin Toad.